# فرودگاه اوزینکی
 فرودگاه اوزینکی (به انگلیسی: Ouzinkie Airport) یک فرودگاه همگانی بهره‌برداری هوایی با کد یاتا KOZ است که یک باند فرود شن دارد و طول باند آن ۶۳۶ متر است. این فرودگاه در کشور ایالات متحده آمریکا قرار دارد و در ارتفاع ۱۷ متری از سطح دریا واقع شده است.